# Valdemar Neiiendam
Valdemar Karl Neiiendam, född den 23 augusti 1870 i Köpenhamn, död den 25 juli 1956, var en dansk målare, bror till Nicolai och Robert Neiiendam.
Neiiendam fick sin utbildning i på akademien och hos Zahrtmann och utställde på Charlottenborg från 1906. Hans specialitet var historiska bilder, företrädesvis från danska skalders och konstnärers liv omkring 1800: Wessel, Ewald, Andersen med flera. På konstmuseet i Köpenhamn finns H.C. Andersen tar avsked av sin mor (1911).